# 1973年のヤクルトアトムズ
1973年のヤクルトアトムズ（1973ねんのヤクルトアトムズ）では、1973年のヤクルトアトムズの動向をまとめる。
この年のヤクルトアトムズは、三原脩監督の3年目のシーズンである。

## 概要
元々鉄腕アトムのイラストについては「限定的に使用する」ことで、手塚治虫および虫プロダクションと合意していたが、球団後援会が作成したファンサービス用グッズ（シャツ・灰皿・トランプなど）にアトムのイラストを使用したことで、1972年12月に虫プロ側から「グッズを販売する業者から我々の著作権を侵害していると抗議が殺到した。商品化に結び付けるなら新たに版権の契約を結んでほしい」クレームが来た。その後版権料の問題で交渉がまとまらなかったことから、球団は手塚および虫プロに謝意を示した上で、1月からニックネームの変更の検討を開始した。
検討過程では「パンダ」「ベアーズ」「東京ヤクルト」「ファイアマン」などが挙がったが、「パンダース」は「売春宿の主人」を意味するスラングであることから早々に候補から外れ、一旦は「ヤクルト・ジャガース」（豹）に内定し、オールスター後から使用すると発表したが、結局シーズン中の球団名変更は見送りとなった。その後の再検討の結果、球団名は「ジャガース」を撤回し、国鉄時代の「スワローズ」を復活させることになった。
三原監督・中西太ヘッドコーチ体制になって3年目、この年こそAクラス入りを狙うチームだったが6月まで最下位に低迷。チーム低迷の起爆剤として荒川博がシーズン途中から打撃コーチとしてヤクルト入りするが、打撃陣の成績を改善することはできなかった。前半戦最下位に転落するなど低迷したチームは後半戦以降巻き返し、8月には最下位ながらも3ゲーム差で自力優勝の望みを残したが、結局2年連続の4位で終了した。投手陣では松岡弘・浅野啓司と前年新人王の安田猛の3本柱がローテを守り、チーム防御率2.60は優勝の巨人をしのぎリーグ1位だったが、打撃陣は若松勉以外の選手が故障や不振などにあえぎ、本塁打がリーグ最下位の78本で、打率もリーグ5位の.228だった。この年2位となった阪神には17勝9敗と大きく勝ち越してペナントの台風の目となったものの、優勝の巨人を10勝16敗と、苦手にし続けた。
「ヤクルトアトムズ」になってからの4年間でAクラスに入ることはなく、三原監督と中西ヘッドコーチはシーズン終了後成績不振の責任を取り辞任。後任の監督には荒川打撃コーチの昇格と、広岡達朗の招聘のいずれかが検討され、広岡が監督就任を固辞した一方コーチとしての入団を承諾したため、荒川が監督に就任し、荒川と同じく早稲田大学出身だった広岡と小森光生・沼沢康一郎がコーチで加入し、首脳陣が「早大カルテット」と呼ばれることになる。
前述の著作権問題と、虫プロが倒産不可避となったことを受け、10月26日、球団名を「ヤクルトスワローズ」に改称した。

## チーム成績

### レギュラーシーズン
| 1 | 遊 | 東条文博 |
| 2 | 左 | 若松勉   |
| 3 | 三 | 荒川堯   |
| 4 | 右 | ロペス   |
| 5 | 一 | ロバーツ |
| 6 | 中 | 山下慶徳 |
| 7 | 捕 | 大矢明彦 |
| 8 | 二 | 中村国昭 |
| 9 | 投 | 松岡弘   |

| 順位 | 4月終了時 | 4月終了時 | 5月終了時 | 5月終了時 | 6月終了時 | 6月終了時 | 7月終了時 | 7月終了時 | 8月終了時 | 8月終了時 | 9月終了時 | 9月終了時 | 最終成績 | 最終成績 |
| ---- | --------- | --------- | --------- | --------- | --------- | --------- | --------- | --------- | --------- | --------- | --------- | --------- | -------- | -------- |
| 1位  | 中日      | --        | 大洋      | --        | 広島      | --        | 中日      | --        | 巨人      | --        | 巨人      | --        | 巨人     | --       |
| 2位  | 大洋      | 0.5       | 広島      | 0.0       | 中日      | --        | 阪神      | 3.0       | 阪神      | 0.5       | 阪神      | 2.5       | 阪神     | 0.5      |
| 3位  | 阪神      | 1.5       | 中日      | 1.0       | 阪神      | 1.0       | 広島      | 4.0       | 中日      | 1.0       | 中日      | 3.0       | 中日     | 1.5      |
| 4位  | 巨人      | 2.5       | 阪神      | 2.5       | 巨人      | 3.5       | 巨人      | 4.5       | 広島      | 2.0       | ヤクルト  | 6.0       | ヤクルト | 4.5      |
| 5位  | 広島      | 3.5       | 巨人      | 4.0       | 大洋      | 4.0       | ヤクルト  | 6.5       | 大洋      | 2.5       | 大洋      | 6.0       | 大洋     | 5.0      |
| 6位  | ヤクルト  | 4.0       | ヤクルト  | 7.5       | ヤクルト  | 6.5       | 大洋      | 9.0       | ヤクルト  | 3.0       | 広島      | 6.5       | 広島     | 6.5      |

| 順位 | 球団             | 勝 | 敗 | 分 | 勝率 | 差   |
| 1位  | 読売ジャイアンツ | 66 | 60 | 4  | .524 | 優勝 |
| 2位  | 阪神タイガース   | 64 | 59 | 7  | .520 | 0.5  |
| 3位  | 中日ドラゴンズ   | 64 | 61 | 5  | .512 | 1.5  |
| 4位  | ヤクルトアトムズ | 62 | 65 | 3  | .488 | 4.5  |
| 5位  | 大洋ホエールズ   | 60 | 64 | 6  | .484 | 5.0  |
| 6位  | 広島東洋カープ   | 60 | 67 | 3  | .472 | 6.5  |

## オールスターゲーム1973
| ファン投票 | 選出なし |        |        |
| 監督推薦   | 松岡弘   | 安田猛 | 若松勉 |

## 表彰選手
| リーグ・リーダー | リーグ・リーダー | リーグ・リーダー | リーグ・リーダー |
| 選手名           | タイトル         | 成績             | 回数             |
| ---------------- | ---------------- | ---------------- | ---------------- |
| 安田猛           | 最優秀防御率     | 2.02             | 2年連続2度目     |

| ベストナイン         | ベストナイン | ベストナイン |
| 選手名               | ポジション   | 回数         |
| -------------------- | ------------ | ------------ |
| 若松勉               | 外野手       | 2年連続2度目 |
| ダイヤモンドグラブ賞 |              |              |
| 選出なし             |              |              |

## ドラフト
| 順位 | 選手名   | ポジション | 所属           | 結果 |
| ---- | -------- | ---------- | -------------- | ---- |
| 1位  | 佐藤博   | 投手       | 日立製作所     | 入団 |
| 2位  | 釘谷肇   | 外野手     | 八代東高       | 入団 |
| 3位  | 世良賢治 | 捕手       | 常石鉄工       | 入団 |
| 4位  | 生田啓一 | 外野手     | 中京大学       | 入団 |
| 5位  | 高泉秀輝 | 投手       | 札幌鉄道管理局 | 入団 |